# Traunstein
Pour les articles homonymes, voir Traunstein (homonymie).
Traunstein est une ville allemande qui se trouve entre Munich (München) en Allemagne et Salzbourg (Salzburg) en Autriche, en Haute-Bavière. Elle est située au pied des Alpes, à 15 km du lac Chiemsee, sur la Traun.
Traunstein est une ville d'administration. Elle abrite par exemple deux tribunaux : le Amtsgericht de l'arrondissement et le Landgericht pour la ville de Rosenheim et les arrondissements d'Altötting, Berchtesgadener Land, Mühldorf am Inn, Rosenheim et Traunstein.

## Histoire
| Appartenances historiques Duché de Bavière 1254–1255 Duché de Basse-Bavière 1255–1353 Duché de Bavière-Landshut 1353-1503 Duché de Bavière 1503–1623 Électorat de Bavière 1623–1806 Royaume de Bavière 1806–1918 République de Weimar 1918–1933 Reich allemand 1933–1945 Allemagne occupée 1945–1949 Allemagne 1949–présent |

On identifie souvent[évasif], mais sans certitude, Traunstein avec l'Artobriga de Ptolémée ("La forteresse de l'Ours" en celtique), ville des Rhètes Vindéliques.
Même si les documents officiels ecclésiastiques mentionnent déjà autour de 790 des possessions "ad Trun" et malgré l'existence des remparts au Moyen Âge près de Traunstein, Trauwenstein même est documenté pour la première fois en 1245 dans un parchemin de l'abbaye de Baumburg. Son nom signifie « château à la Traun » et le siège des seigneurs de Truna se trouve ici, entouré d'un petit village. Les premiers à agrandir ce village sont les Wittelsbach, qui le fortifient pour s'assurer du passage sur le pont de la Traun, qui est une route du sel importante de Reichenhall à Munich.
En 1120, les seigneurs de Truna s'installent à l'emplacement de la ville actuelle. Le plateau de la ville qui est entouré de la Traun est d'une grande importance stratégique et économique. La production du sel, après la construction d’une conduite de saumure depuis Bad Reichenhall en 1616, a pendant longtemps été l'activité économique la plus importante de la ville et lui a apporté une grande aisance.
Traunstein n'a presque pas été touchée par les atrocités de la Guerre de Trente Ans (1618-1648).
À cause de la prise du pouvoir des nationaux-socialistes en 1933, les dissidents et les juifs de la ville se voient poursuivis à l'époque du Troisième Reich.
En 1934, le curé de la paroisse, Josef Stelzle, est arrêté pour avoir refusé d'effectuer le salut hitlérien et pour avoir prêcher l'égalité des hommes devant le Christ, critiquant en cela les idées nazies. Les habitants décrochent alors le battant de l'église Saint-Oswald pour empêcher les cloches de sonner, ce qui contraint les autorités à faire revenir le prêtre mais sans l'autoriser à prêcher de nouveau. En 1941, les femmes de Traunstein manifestent parce que le NSDAP souhaitait retirer les croix religieuses des écoles.
Pendant la Seconde Guerre mondiale, Traunstein a été quatre fois la cible des bombardements américains : le 11 novembre 1944, le 21 janvier 1945, le 18 avril 1945 et la dernière fois le 25 avril 1945. La ville a été livrée aux Américains sans combat le 3 mai 1945.
L'élection communale en janvier 1946 est un premier pas vers la démocratie. Des réfugiés doivent être soignés et intégrés.
De 1876 à 1935, puis de 1948 à 1972, Traunstein était une « kreisfreie Stadt » (ville indépendante). Au cours de la  « Gebietsreform » (restructuration des régions en 1972) Traunstein a été réintégrée dans le Landkreis Traunstein (arrondissement de Traunstein) et a obtenu le statut de « Große Kreisstadt » (sous-préfecture). Par la suite, les communes de Hochberg (1972), Kammer (1972), Haslach (1978) et Wolkersdorf (1978) ont été intégrées à la commune de Traunstein.

## Les trois incendies

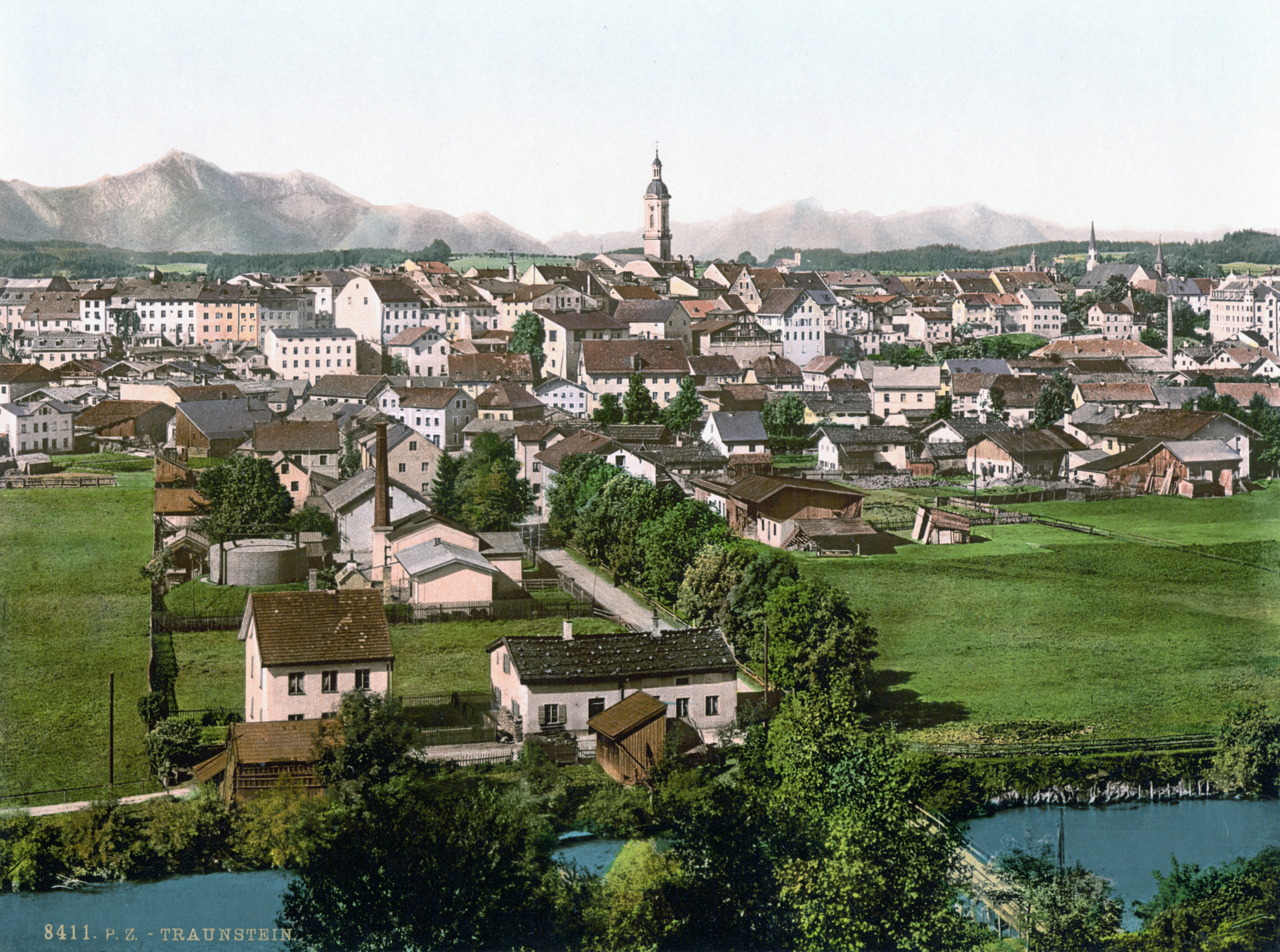
Traunstein vers 1900

Le premier incendie a lieu en 1371. Une négligence en est la cause : une servante avait versé un peu de cendre chaude à côté d'une chaudière et le feu prend très vite. L’ancienne ville de Traunstein est presque totalement détruite, de même que l'église.
En 1704, Traunstein brûle pour la seconde fois alors que les Bavarois se battent contre les Autrichiens. ceux-ci gagnent la guerre et la Bavière est occupée. Un général autrichien se déchaîne à Traunstein et est assassiné par de jeunes combattants. Les Autrichiens se vengent en mettant le feu à la ville qui est de nouveau ravagée.
En 1851, Traunstein brûle une nouvelle fois. Jusqu’alors, la ville fait partie de la paroisse de Haslach. À cette date, Traunstein décide de s’en détacher, ce qui provoque la colère des habitants de Haslach. Dans la nuit du 25 au 26 avril, le troisième incendie éclate. Quatre-vingt-dix maisons et trente bâtiments dans le centre-ville sont victimes des flammes. Seuls le bâtiment qui est aujourd'hui le Heimathaus qui s'appelait alors la Zieglerwirtschaft und Brothaussturm, la rue Schaumburgerstraße et cinq maisons du côté nord de la place de la ville vis-à-vis de l'église sont épargnés. Le feu naît d'une remise près du presbytère en construction sur la Maxplatz et à cause du vent fort, il se répand rapidement. Les efforts des pompiers de la ville et d'autres villes voisines restent vains, parce que « Une fois passée une certaine limite, aucune force humaine n'était de taille à l'arrêter. » Cette citation d'Anton Miller, un des pères des pompiers volontaires de Traunstein, décrit fort bien la situation. Beaucoup d'habitants ont réussi à sauver leurs vies de justesse, mais ont tout perdu. La ville est presque totalement détruite et 700 personnes se retrouvent sans toit, mais la ville obtient de l'aide de partout. Le roi Maximilien se rend à Traunstein le 27 avril, en témoignage de consolation et fait don de plusieurs milliers de florins, et des comités de soutien se forment dans de nombreuses villes.
On a beaucoup spéculé sur la cause de cet incendie, d'abord considéré comme un acte de vengeance des habitants de Haslach en colère. Plus tard, d'autres rumeurs dont état de la négligence d'un messager qui aurait déclenché l'incendie, mais rien n'a jamais été prouvé.

## Églises

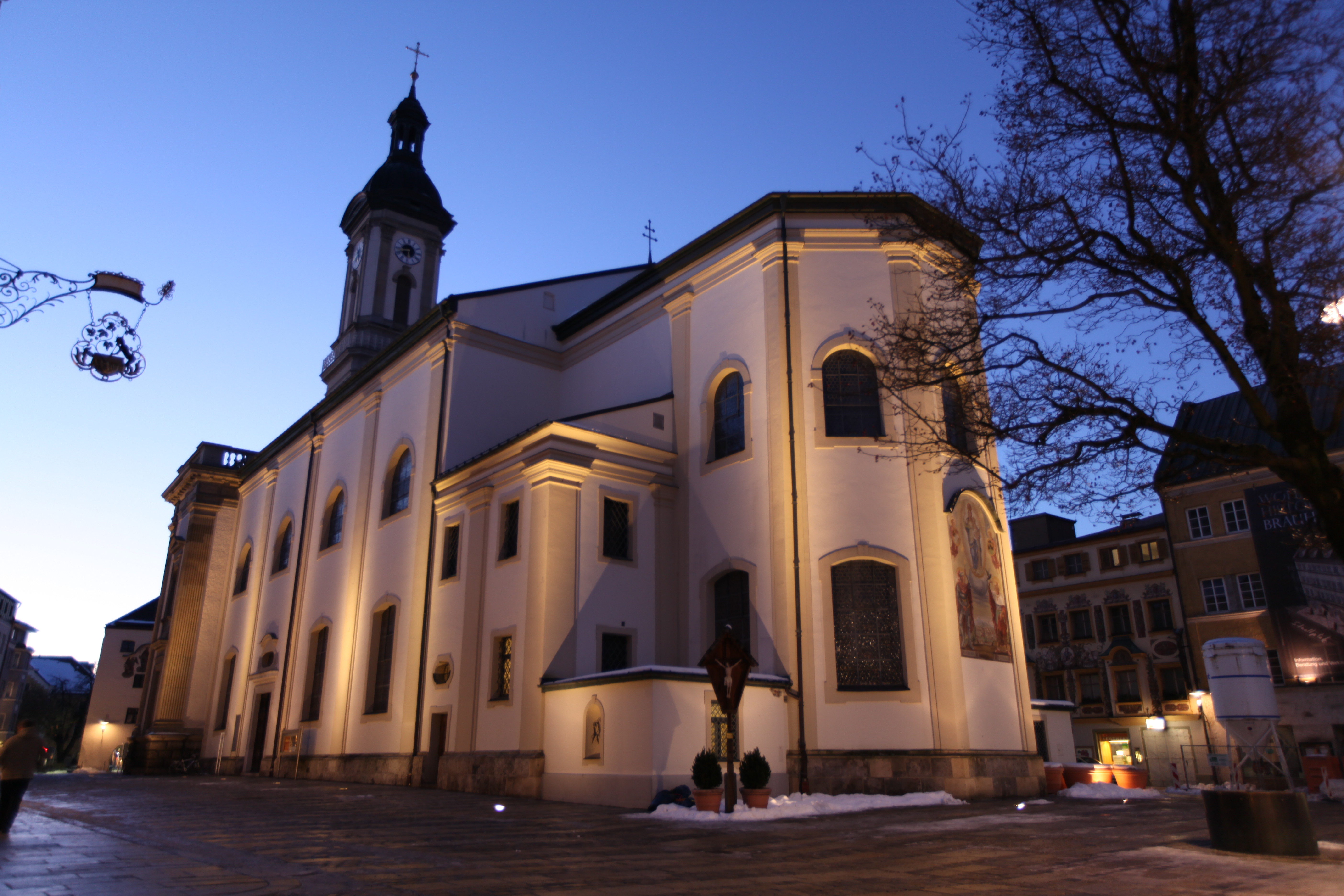
Vue de l'église Saint-Oswald

- Église paroissiale de la Sainte-Croix (Heilig Kreuz)
- Église paroissiale Saint-Oswald: église de la première messe (prémices) du pape Benoît XVI.
- Outre ces deux paroisses catholiques, il existe aussi une paroisse protestante, la Auferstehungskirche.

Beaucoup d'églises de Traunstein ne sont utilisées actuellement que rarement et/ou pour d'autres buts :
- L'ancienne église abbatiale sert de salle de concert et de salle d'exposition pour des artistes régionaux.
- L'église Saint-Georges-et-Sainte-Catherine (St. Georg und Katharina) dans le parc urbain est utilisée uniquement les mois d'été.
- L'Ettendorfer Kircherl est sur une petite colline sur la ville : on peut y assister de temps en temps à des services, ou le louer pour des mariages et des baptêmes.

- À Haslach, village dépendant de la municipalité de Traunstein, il y a encore une autre paroisse catholique.
- En outre il existe encore d'autres communautés religieuses.

## Personnalités liées à Traunstein
- Joseph Ratzinger, l’ancien pape Benoît XVI a passé une grande partie de sa jeunesse à Traunstein où il vivait au séminaire catholique.
- Alex Diehl (1987-), chanteur né à Traunstein.
- Thomas Bernhard (1931-1989) y a vécu de 1937 à 1940, et y a tenté de se suicider. Il  évoque, dans le premier volume de son autobiographie (L'origine), comment, étant adolescent et pensionnaire à Salzbourg, il se rendait à pied en fin de semaine à Traunstein, pour retrouver sa famille (sa mère, son tuteur et, surtout, son grand-père).

## Culture et loisirs

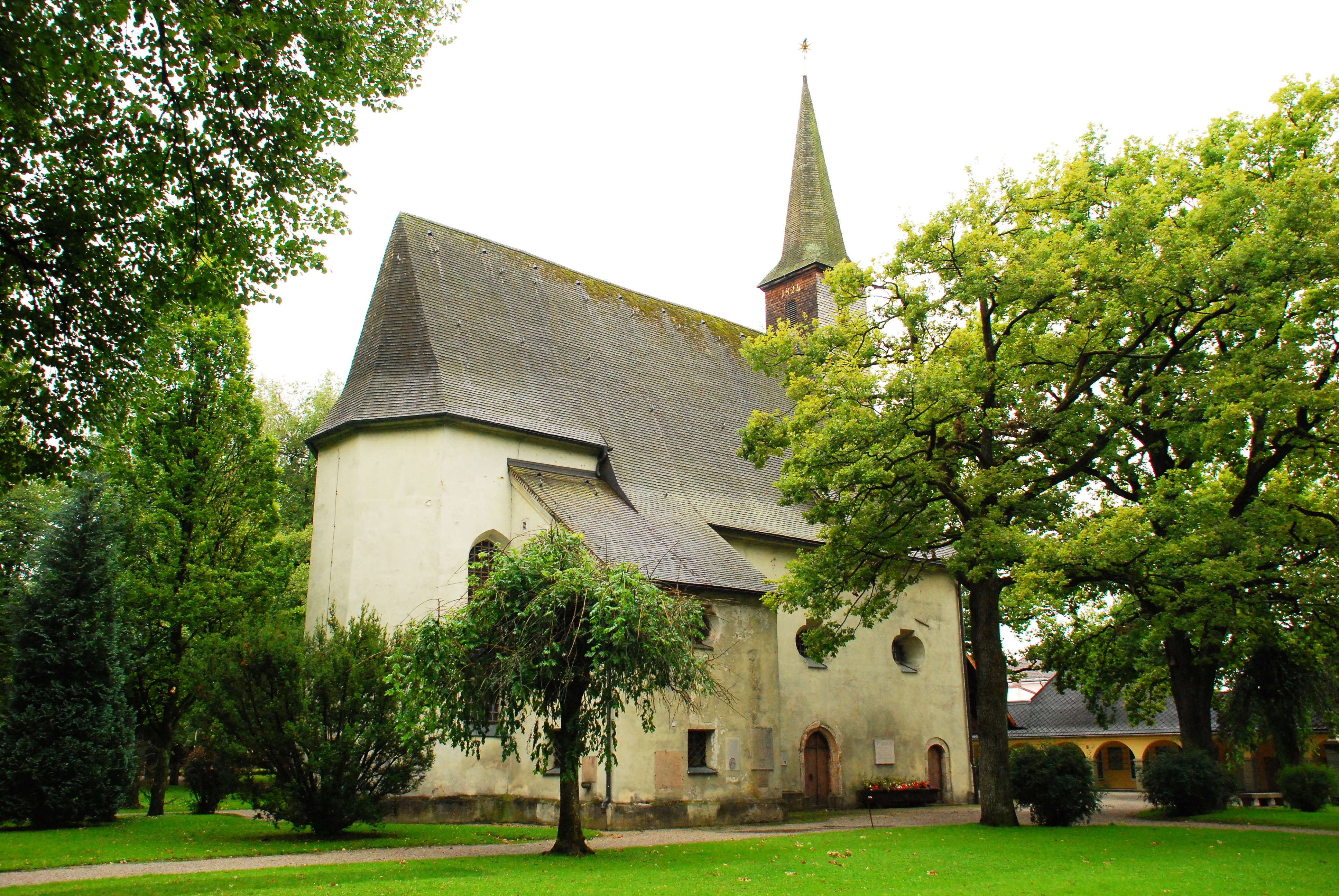
Vue de l'église Saint-Georges-et-Sainte-Catherine dans le parc de la ville

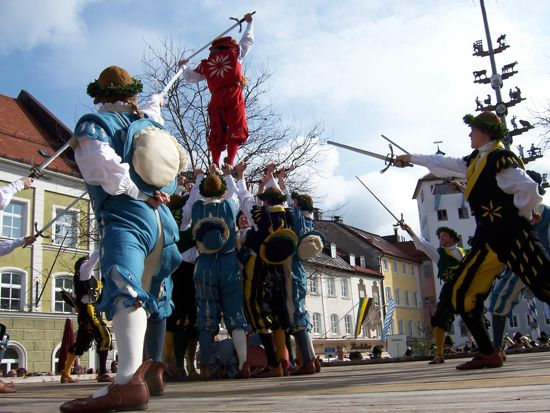
La danse des épées, spectacle traditionnel au passage de l'hiver et du printemps

Traunstein présente différentes offres culturelles : monuments, musées, cinéma, théâtre, concerts, ou sorties diverses le soir. Bien sûr, Traunstein offre aussi des événements sportifs, et des activités : escalade, randonnées, ski, vélo tout terrain... Plusieurs lacs près de la ville invitent à la baignade. Pour les sportifs, il existe plusieurs centres de sport : équitation, biathlon, patinage, etc.
Pour les touristes, il serait intéressant de participer au « Kulturspaziergang » (promenade culturelle) où ils peuvent apprendre l’histoire de Traunstein et visiter tous les lieux historiques importants. Voir « Kulturspaziergang » (en allemand).
Un endroit culturel important est « Nuts – die Kulturfabrik » (Nuts – l'usine culturelle). Le visiteur peut regarder des pièces de théâtre ou des cabarets, ou encore entendre différents concerts. La fondation de cette institution remonte à 1994 et le programme s’adresse à un auditoire jeune ou resté jeune.
Le programme (en allemand) est disponible sur Internet.
Pour les cinéphiles, il y a deux cinémas à Traunstein. Le premier est situé directement à la gare, le deuxième un peu en dehors de Traunstein, à Haslach (zone industrielle).
Il y a aussi des musées, par exemple la galerie de la ville, le musée des chats, le Heimathaus (musée historique régional), et des expositions qui varient souvent. Sur le site web de Traunstein, on peut se faire une idée d’ensemble des événements actuels.
Pour les sportifs, il y a de nombreuses possibilités : une piscine, un rocher d'escalade, beaucoup de clubs de sport, des sentiers de randonnée, des pistes cyclables, etc.
La procession traditionnelle du lundi de Pâques se tient tous les ans à cheval. Les cavaliers sont vêtus de costumes bavarois.

### Georgiritt de Traunstein
Le Georgi-Ritt à Traunstein est l'une des plus grandes excursions à cheval en Bavière et a lieu chaque année depuis 1892 le lundi de Pâques.

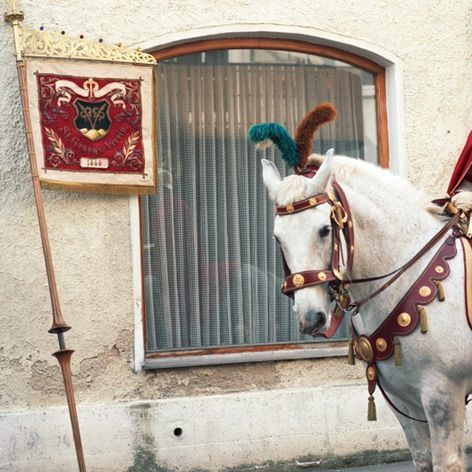
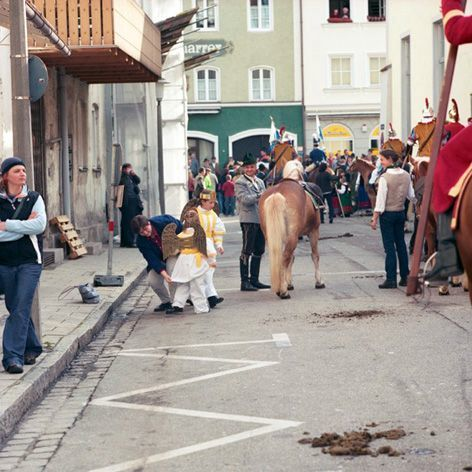
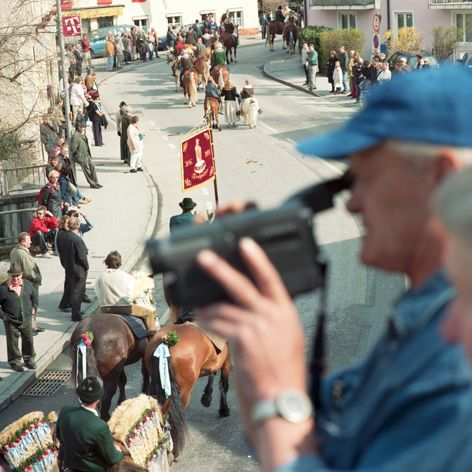
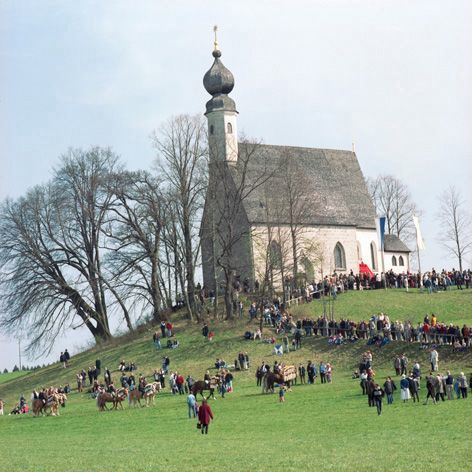